# Twin Fantasy (Face to Face)
| Совокупная оценка     | Совокупная оценка |
| Источник              | Оценка            |
| --------------------- | ----------------- |
| AnyDecentMusic?       | 8.1/10            |
| Metacritic            | 87/100            |
| Оценки критиков       |                   |
| Источник              | Оценка            |
| AllMusic              | [ 5 ]             |
| The A.V. Club         | A                 |
| Consequence           | A−                |
| The Guardian          | [ 7 ]             |
| Mojo                  | [ 8 ]             |
| Pitchfork             | 8.6/10            |
| Q                     | [ 10 ]            |
| Exclaim!              | 9/10              |
| Uncut                 | 8/10              |
| Vice (Expert Witness) | A−                |

Twin Fantasy (Face to Face) — двенадцатый студийный альбом американской инди-рок-группы Car Seat Headrest, выпущенный 16 февраля 2018 года на независимом лейбле Matador Records. Альбом является перезаписью (с участием полного состава группы) и переработкой шестого альбома — Twin Fantasy — выпущенный в 2011 году и написанный тогда ещё сольным исполнителем Уиллом Толедо.

## Список композиций
Слова и музыка всех песен — Уилл Толедо.
| №                   | Название                     | Длительность |
| ------------------- | ---------------------------- | ------------ |
| 1.                  | «My Boy (Twin Fantasy)»      | 2:52         |
| 2.                  | «Beach Life-in-Death»        | 13:19        |
| 3.                  | «Stop Smoking (We Love You)» | 1:29         |
| 4.                  | «Sober to Death»             | 5:04         |
| 5.                  | «Nervous Young Inhumans»     | 5:25         |
| 6.                  | «Bodys»                      | 6:46         |
| 7.                  | «Cute Thing»                 | 5:39         |
| 8.                  | «High to Death»              | 7:39         |
| 9.                  | «Famous Prophets (Stars)»    | 16:10        |
| 10.                 | «Twin Fantasy (Those Boys)»  | 6:54         |
| Общая длительность: | Общая длительность:          | 71:16        |

- «Cute Thing» содержит элементы песни «Ana Ng» группы They Might Be Giants, написанная Джоном Линнелом и Джоном Флэнсбёргам.

## Участники записи
Сведения взяты из Bandcamp.
Сar Seat Headrest
- Уилл Толедо — вокал
- Итан Айвз — гитара
- Сет Далби — бас-гитара
- Эндрю Кац — ударные

Дополнительные музыканты
- Адам Стилсон — различные звуки
- Аманда Скиано ди Кола — труба (трек 9)
- Джефф Уокер — тромбон (трек 9)
- Дегнан Смит — акустическая гитара (трек 4)

Технический персонал
- Уилл Толедо — продюсирование, микширование
- Адам Стилсон — инжиниринг, микширование
- Джейсон Уорд — мастеринг

## Чарты
Еженедельные чарты
| Чарты (2018)                           | Высшая позиция |
| -------------------------------------- | -------------- |
| Бельгия/Фландрия (Ultratop)            | 43             |
| Бельгия/Валлония (Ultratop)            | 200            |
| Нидерланды (Album Top 100)             | 88             |
| Новая Зеландия (Heatseeker Albums)     | 1              |
| Шотландия (Scottish Albums Chart)      | 1              |
| Испания (PROMUSICAE)                   | 96             |
| Великобритания (UK Albums Chart)       | 68             |
| США (Billboard 200)                    | 92             |
| США (Billboard Independent Albums)     | 3              |
| США (Billboard Top Alternative Albums) | 5              |
| США (Billboard Top Rock Albums)        | 11             |